# Joaquina Eguaras Ibáñez
Joaquina Eguaras Ibáñez (Orbaizeta, Navarra, 10 de gener de 1897 – Granada, 25 d'abril de 1981) va ser la primera professora de la Universitat de Granada. En el seu honor una de les vies principals de la ciutat de Granada s'anomena Avinguda Joaquina Eguaras, al Districte Nord, que més endavant, donaria nom al barri homònim.
Es va traslladar a Granada quan tenia dos anys. Va començar els seus estudis a la Facultat de Filosofia i Lletres de la Universitat de Granada el 1918, després d'haver estudiat magisteri. Va ser, el 1925, la primera dona professora d'aquesta universitat i l'única fins a 1935. Va ser directora del Museu Arqueològic i Etnològic de Granada des de 1930 fins que es va jubilar el 1967, col·laboradora de l'Escola d'Estudis Àrabs des de la seva fundació el 1932 i autora de nombroses publicacions en el camp dels estudis semítics.